# Zahna
Zahna – dzielnica miasta Zahna-Elster w Niemczech, w kraju związkowym Saksonia-Anhalt, w powiecie Wittenberga. Dzielnica leży w odległości ok. 11 km od Wittenbergi.

## Linki zewnętrzne

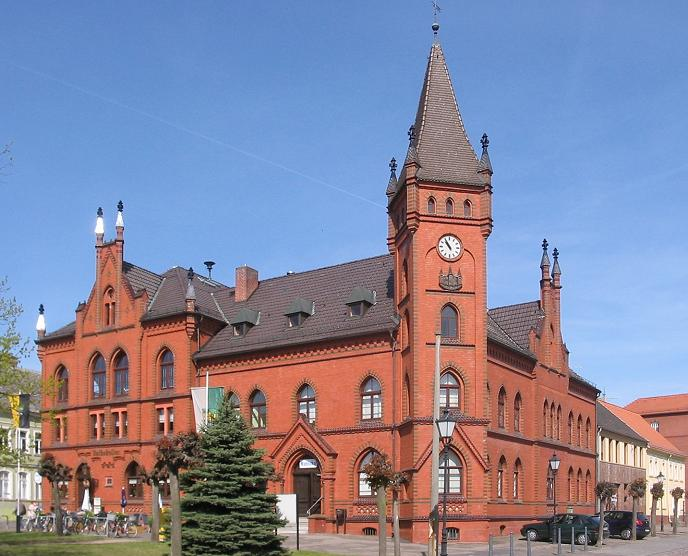
Ratusz z 1897

## Historia
15 października 1993 do Zahny przyłączono gminę Klebitz, 1 lipca w tym samym roku Rahnsdorf. 1 lipca 2008 gmina Bülzig weszła w skład miasta. Do 31 grudnia 2010 była samodzielnym miastem.

## Współpraca
Miejscowości partnerskie:
- Edemissen, Dolna Saksonia
- Stęszew, Polska